# عبد الله الشهراني
أبو محمد عبد الله بن محمد بن سعيد آل دربي الشهراني، أحد علماء المنطقة الجنوبية بالمملكة العربية السعودية، ولد في قرية تمنية جنوب مدينة أبها.
يصفه المقربون منه بأنه «أسد من أسود الدعوة»، وقد كان نشاطه الدعوي- خصوصاً أثناء إشرافه على الخيمة الدعوية في أبها والتي كان يوصف بأنه (مهندسها وفارسها)- محل التقدير ومضرب الأمثال ولا عجب، فقد كانت الهمة العالية مرادفاً لسيرته وموضوعاً لمحاضراته ونصيحته لإخوانه وأخواته.

## نشأته
نشأ عبد الله الشهراني محباً للعلم وطلبه، ومتميزاً في دراسته بشكل كبير. ولد عبد الله بن محمد الشهراني في قرية تمنيه عام 1382هـ، وقد درس في قريته إلى الصف الرابع الابتدائي ثم انتقلت أسرته إلى مدينة الطائف لظروف عمل والده، وفيها استقر الشيخ حتى تخرج من الصف الثالث متوسط، ليعود بعدها إلى مدينة أبها ويصحب خاله الشيخ محمد بن شائع الذي كان له الأثر الكبير على حياته وحبب إليه الدعوة وعمل الخير. والتحق بالمعهد العلمي بأبها لدارسة الصف الأول الثانوي. وفيه درس على يد العديد من العلماء الأفاضل الذين تركوا بصمة في شخصيته ومسيرته العلمية والعملية.

## حياته العلمية والعملية
تخرج عبد الله الشهراني في المعهد العلمي بأبها لينتقل بعدها إلى جامعة الإمام محمد بن سعود -فرع أبها سابقاً- ليدرس في كلية الشريعة في عام 1401هـ بتخصص أصول دين، ويتخرج منها بدرجة الامتياز، ثم ليعود مرة أخرى في تاريخ 20\10\1405 هـ معلماً في المعهد العلمي بأبها الذي درس فيه المرحلة الثانوية ويستمر معلماً فيه 7 سنوات متتالية، وأشرف فيها على الأنشطة اللاصفية خلال فترة تدريسه في المعهد، حتى بلغت عدد المراكز الصيفية التي أشرف عليها 12 مركزاً صيفياً.
ثم انتقل عبد الله الشهراني معيداً في كلية الشريعة وأصول الدين بجامعة الإمام محمد بن سعود -فرع أبها سابقاً- في عام 1413هـ وابتعث لدراسة السنة المنهجية في الرياض ثم عاد إلى التدريس في كلية الشريعة -قسم الحديث وعلومه-، وقد حصل على درجة الماجستير عام 1418هـ والتي كانت بعنوان: «(المطالب العالية بزوائد المسانيد الثمانية) من باب (ما يحل للعامل من أموال الرعية) إلى نهاية كتاب (الأطعمة والأشربة) تحقيق ودراسة»، ثم على الدكتوراه في عام 1426هـ وكانت بعنوان: «(من وصف بلفظ (مقبول) عند الحافظ ابن حجر في (تقريب التهذيب) من غير رجال الصحاح) من (حفص بن عمر بن سعد المدني) إلى (سعيد بن عمرو الحضرمي)»
وقد عُيّن عبد الله الشهراني أثناء عمله بالكلية في منصب مدير الأنشطة الطلابية بعمادة شؤون الطلاب لمدة 3 سنوات متتالية.
وفي عام 1428هـ تقلد منصب مدير إدارة الدعوة بالمكتب التعاوني للدعوة والإرشاد وتوعية الجاليات بأبها، واستمر مديراً للإدارة حتى وفاته. وقد أشرف خلال فترة إدارته لإدارة الدعوة والإرشاد بالمكتب العديد من المشاريع النوعية على رأسها خيمة أبها السياحية الدعوية في 5 سنوات متتالية، وكذلك قام بتأسيس معهد تأهيل الداعيات والذي قام بتخريج أكثر من 140 داعية، كما قام بتأسيس برنامج تأصيل العلمي والذي يسهم بشكل كبير في إعداد العلماء وطلبة العلم المؤصلين علمياً.ويمكننا ذكر بعض المهام التي تقلدها الشيخ في حياته في الآتي:
1. أمين لجنة نشاط الأساتذة بكلية الشريعة وأصول الدين بجامعة الملك خالد.
2. مدير الأنشطة الطلابية بعمادة شؤون الطلاب بجامعة الملك خالد.
3. رئيس وفد جامعة الملك خالد للزيارة الطلابية الخامسة عشر بجامعة الكويت.
4. الإشراف على الأنشطة الطلابية في الملتقى الأول لرعاية الموهوبين.
5. مدير إدارة الدعوة والإرشاد بالمكتب التعاوني للدعوة بأبها.
6. مؤسس ومدير خيمة أبها السياحية الدعوية لخمسة سنوات متتالية.
7. تأسيس والإشراف العام على برنامج تأهيل الداعيات بأبها.
8. تأسيس والإشراف على برنامج تأصيل العلمي.
9. الإشراف على الدورات العلمية التأسيسية والتأصيلية.
10. عضو الجمعية العمومية بجمعية البر بأبها.
11. عضو مجلس إدارة جمعية تحفيظ القرآن بأبها.
12. عضو المجلس التنسيقي للمكاتب التعاوني بمنطقة عسير.

## من صفاته
كان عبد الله الشهراني وقوراً مهيباً متواضعاً، لقد كان وقاد الذهن لماحاً، يتميز بالجدية وحب الإتقان، يفرح بالنقاش والحوار. بل ربما سبقت عبراته عباراته. كان مهتما بأحوال الأمة وقضاياها.
وقد كان صاحب سُنّة؛ فقد قال لأحد طلابه في عام 1427: «ما حلقت رأسي منذ كنت في الثانوية إلا في نسك حج أو عمرة».
كان عبد الله الشهراني يفرح كثيراً بلقاء الشباب ومخالطتهم والقرب منهم وتوجيههم. يسع الجميع بأخلاقه؛ حتى من يخالفه الرأي لم يأثروا عنه كلمة نابية أو موقفا مشيناً. كان كما قال عنه الشيخ حمدي آل منصور: (صاحب عبادة وتأله وكثرة ذكر وتعلق بالله تعالى، دمعة خشوعه وخوفه سريعة قريبة، ومن صاحبه في رحلات حج أو رحلات دعوية أو غيرها يعلم أنه لا ينام من الليل إلا قليلا).

## من شيوخه
- الشيخ عبيد الله الأفغاني.
- الشيخ يحيى معافى.
- الشيخ إبراهيم سير.
- الشيخ فايز الأسمري.
- الشيخ د. ناصر العمر -في السنة المنهجية-.
- الشيخ د. ناصر العقل.
- الشيخ عبدالرحيم الطحان.

## وفاته
كانت آخر أيام الشيخ تشهد له بحرصه وجلده في الدعوة حيث كان في رحلة دعوية وعلمية إلى محافظة بيشة، رجع منها وكان يقصد نشاطا دعوياً آخر في محافظة أحد رفيدة ولكن وافته المنية في الطريق بحادث مروري أليم في آخر ساعة من يوم الجمعة الموافق للسابع والعشرون من ذي الحجة لعام 1434 هجري الموافق للاول من نوفمبر لعام 2013، وكان من آخر مجالسه قبل الحادث بساعات الجلسة الدعوية التي التقى فيها عدداً من الدعاة والمشايخ في بيشة بعد صلاة الجمعة التي خطب فيها خطبة بعنوان: موقف المسلم من الفتن، وكان على رأس هؤلاء الدعاة الشيخ د. سعد بن سعيد الحجري؛ وهو آخر من صافح الشيخ عبد الله قبل انطلاقه إلى أحد رفيدة.
وقد كان أحمد ابن عبد الله الشهراني مرافقاً له في رحلته الدعوية، وفي أثناء العودة حصل لهما حادث سير على طريق بيشة-خميس مشيط تُوفي على اثره الشيخ عبد الله، فيما أُصيب ابنه أحمد بإصابات خطيرة نقل على إثرها للمستشفى.
وقد شهدت صلاة الجنازة عليه حضور الآلاف من محبي الشيخ وطلابه، فيما امتلأت أركان جامع الراجحي بأبها بالمصلين الذين قدموا من جميع محافظات منطقة عسير وبعض مدن المملكة، وقد كان الحضور الكثيف سابقة لم يسبق أن شهدت عسير جنازة مثل جنازة الشيخ عبد الله الشهراني. وقد قدِم أمير منطقة عسير الأمير فيصل بن خالد بن عبدالعزيز لآداء واجب العزاء في مسقط رأس الشيخ عبد الله الشهراني بقرية تمنية شرق مدينة أبها.

## من أقواله
رغم أنه كان ذو بصيرة وإدراك لما يحيط بالمجتمعات الإسلامية من فتن ودسائس ومكائد عبر عنها بكلماته:
«يريدون علمنة البلد باسم التحديث، وتغريب المجتمع باسم التطوير، وتدمير أخلاق الجيل باسم التنوير والانفتاح، وإفساد المرأة باسم التحرير».
إلا أنه كان لعلو همته «متفائلاً حتى النخاع» بحسب ما نقل عنه ويؤثر عنه قوله: «يا أهل الإسلام تفاءلوا تفاؤلاً يرسم الأمل ويقود للعمل؛ تفاءلوا تفاؤلا يشحذ الهمة وينطلق بصاحبه نحو القمة، ماضِِ وأعرف ما دربي وما هدفي... والموت يرقص لي في كل منعطف. تفاءلوا... تفاءلوا... تفاءلوا.... من مشاشة رؤوسكم إلى أخمص أقدامكم».
وقد كان يكرر كثيراً: «إن الجيل السابق تحكمت مبادؤهم ومعتقداتهم في أعمالهم وعلاقاتهم بغيرهم فكان بذلهم وتضحيتهم تبعا لذلك عالية وغالية»

## وصلات خارجية
- فيديو تشييع جنازة الشيخ د. عبد الله الشهراني
- لقاء خاص عبر قناة المجد حول وفاة الشيخ د. عبد الله الشهراني
- سلسلة وقفات الشيخ عبد الله الشهراني
- بعض مقالات الشيخ عبد الله الشهراني
- محاضرة للشيخ عبد الله الشهراني حول موقف الإسلام من الفتن
- صفحة الشيخ عبد الله الشهراني في موقع طريق الإسلام للمواد الصوتية والمرئية